# Gymnoris xanthocollis
El gorrión cuelligualdo o gorrión chillón castaño (Gymnoris xanthocollis) es una especie de ave paseriforme de la familia Passeridae propia de Asia del Sur.
Se halla en bosques y zonas de matorral. Se reproduce en nidos en árboles, a veces en los de otras especies de aves como loros y pájaro carpinteros.